# Toabré
Toabré uno de los diez corregimientos que forman el distrito de Penonomé en Panamá. La localidad tiene 10 203 habitantes (2010).

Economía:
la economía de Toabré se basa es lo que es la ganadería, siembra de naranjos productos para la venta como frutas y legumbres. También se realizan bailes en la casa comunal para algún beneficio, las personas en este pintoresco lugar son muy trabajadoras y hecha pa lante le gusta celebrar todo tipo de fiestas en donde resalten el folclor y las buenas tradiciones. también podemos observar que hay muchos lugares pintorescos que atraen a los turistas.
La economía de la cuesta de Obrera se basa principalmente en actividades tradicionales como la agricultura y la ganadería. Los habitantes cultivan productos básicos como maíz arroz frijoles y diversos tipos de frutas que sirve tanto para el consumo familiar como para la venta local en mercados cercanos. La ganadería también es una actividad importante especialmente la cría de ganado vacuno y Porcino en pequeñas y medianas escalas. En los últimos años ha cobrado relevancia económica tradicional gracias al desarrollo del parque eólico que ha generado oportunidades de empleo durante su construcción y operación además la presencia del parque hay incentivado el interés turístico con visitantes que llegan para observar dos aerogeneradores y disfruta el paisaje natural de las cuestas de tu abril en conjunto la economía local combina las prácticas agrícolas tradicionales con nuevas oportunidades ligadas a la energía renovable y al turismo ecológico.

## Toponimia
El Corregimiento de Toabré ubicado en la Provincia de Coclé, en la República de Panamá. Debe su nombre al cacique indio llamado Toabré( sin el acento en la “e”), puesto que tal como lo conocemos hoy, es producto de la castellanización.
Las cuestas de Toabré se encuentra en el distrito de Penonomé provincia de Coclé en Panamá esta comunidad es reconocida por Su riqueza natural su cultura de trabajo y su importancia en la producción de energía limpia 

## Historia
El cacique Toabre fue escogido como jefe principal por los demás caciques del área por ser el más fuerte e inteligente de esos contornos montañosos.
Toabré como corregimiento, nace con la independencia de Panamá de Colombia en 1903.
En 1904 se nombra al señor Salomón Villarreta como primer corregidor de tan significativa comunidad. Al mismo lo siguió desde 1908 hasta 1948 como corregidor el honorable ciudadano Fernando George, quien fue en la guerra de los mil días secretario privado del General Victoriano Lorenzo.
Entre las familias originarias de dicha comunidad cabe mencionar a los George, Núñez, Chérigo, Pérez, Villareta, Sánchez, Navas, Madrid, Arias, Lorenzo, Fernández, Cáceres, Rodríguez, Morán y Muchas otras.

## Características físicas

### Localización
El corregimiento de Toabré se localiza en los 8°38’48” de latitud norte y los 80°19’18” de longitud oeste en la parte occidental del distrito de Penonomé, atravesado por el río Toabré.

### Extensión territorial
El corregimiento de Toabré tiene una superficie de 399,5 km² y es el más grande en extensión territorial entre los que conforman el distrito de Penonomé.

### Límites
- Al norte con Río Indio.
- Al sur con Penonomé.
- Al este con Chiguirí Arriba y Pajonal.
- Al oeste con Tulú.

## División política y administrativa
El Corregimiento de Toabré consta de sesenta lugares poblados: Alto de los Darieles, Alto de San Miguel, Altos del Coco, Atre, Banazo Arriba, Banazo centro, Bejuco, Bito, Boca de Banazo, Boca de Chiguirí, Boca de Lurá, Boca de San Miguel, Boca de Tucué, Boca de Tulú, Boca de Toabre, Boquilla de Dominica, Brazo de U, Cacao, Cañazas No1, Cuiria, Chica, Chiguirí Abajo, Chiguirí Centro, Chorrerita, Dominica, El Caño de San Miguel, El Guayabo o Toabré Abajo, El Naranjal, El Pajal, El valencio, Higueronal, La Candelaria, La Martillada, La Mona, Las Cuestas de Marica, Las Quebradas, Las Varitas, Los Molejones, Lourdes, Miraflores, Ojo de Agua, Paso Ancho, Paso Real, Quebrada Culebra, Quebrada El Guayabo o Monte Bueno, Sabana Larga, Sabaneta de U, Sagrejá, San José, San Miguel, San Pablo, San Pedro Abajo, Santa Ana Abajo, Santa Ana Arriba, Tambo, Tierra Buena, Toabré, Tucué, Tucuecito, U centro, Valle de San Miguel.

## Fisiografía

### Relieve
Las elevaciones que más se destacan dentro de este corregimiento están: El Cerro Chichibalí con 450 msnm, le sigue el cerro Sagrejá con 420 metros; Nombre de Dios con 400 metros (Tucuecito), Cerro Miraflores con 390 metros y Cerro Charco Peña (Las Varitas) con 320 metros de Altura. 

### Hidrografía
Los ríos que bordean y corren por este corregimiento son: Indio, de U, Tulú, Cuiria, Toabré, Lurá, Tucué, Santa Ana, San Miguel, El coco, Banazo, Aguardientillo, Palmar, Tubré, Atré, Chiguirí, y Marica entre otros. La mayoría de ellos se unen al río Toabré el cual se une al río Coclé del Norte que finalmente desemboca en el océano Atlántico.

### Clima
El Corregimiento de Toabré tiene un clima tropical muy húmedo que se caracteriza por lluvia copiosa todo el año. Precipitación anual de 1545.9 mm, Temperatura media del mes más fresco mayor de 18 °C, Diferencia entre la temperatura media del mes más cálido y el mes más fresco menor 5 °C. 
Sobre la base de este clima, en el corregimiento de Toabré predomina la zona de vida bosque húmedo tropical, bosque húmedo tropical premontano.
Este tipo de zona de vida es ideal para el crecimiento de muchas especies forestales tropicales de valor comercial mundial.

Economía:
la economía de Toabré se basa es lo que es la ganadería,siembra de naranjos productos para la venta como frutas y legumbres.también se realizan bailes en la casa comunal para algún beneficio,las personas en este pintoresco lugar son muy trabajadoras y hecha pa lante le gusta celebrar todo tipo de  fiestas en donde resalten el folclor  y las buenas tradiciones. también podemos observar que hay muchos lugares pintorescos que atraen a los turistas.

### Suelo
Los suelos del corregimiento de Toabré se ubica dentro de las clases 4, 5 y 6 los cuales se caracterizan por tener una topografía inclinada de fácil degradación por efectos de la erosión y la falta de métodos de conversación de suelos. 
Toabré está compuesto en un 98% de tierra con topografía irregular o sea que solamente cuanta con un 2% de superficie plana arable, lo cual es una desventaja para el cultivo de granos básicos en forma mecanizada. 
También podemos agregar que más del 90% de las tierras aun permanecen sin titular por sus propietarios. 
En el corregimiento solo queda un 10% de bosques primarios localizados en las comunidades. 
Un 25% está constituido por rastrojos o bosques secundarios, el 5% lo conforman árboles frutales y maderables, 40% están dedicados a pequeñas explotaciones agrícolas (café, maíz, arroz, frijoles y otros) y un 20% está dedicado a pastos para la ganadería.

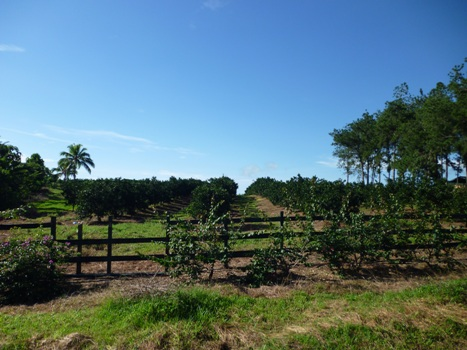
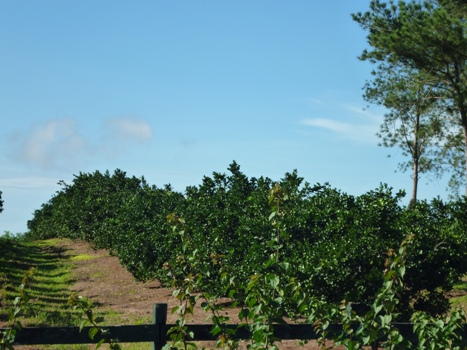

## Flora
En el área prevalecen árboles maderables nativos, como el cedro, espavé, María, Cuajá, Níspero, Laurel, Cabinmo, Criollo, Almendro, Macano, Mangle, Guayacán. 
También prevalecen entre otros arbustos dominantes: el guarumo, poropopo, membrillo, matillo, caucho, pinta moso, madroño, guásimo, corteza, cedrón (medicinal).
El corregimiento cuenta con la palma real (materia prima para techo de ranchos y bohíos), palma negrita y palma de bellota de cuya fibra se confecciona el famoso sombrero pintado.
Existen especies utilizables en la confección de artesanías como son: el Bejuco, colorado, la pita, los juncos, la bellota. 
En cuanto a las plantas herbáceas podemos mencionar a los helechos, el llano natural, la dormideras, paja de embarra, bejucos en general, la ortiga, junquillio, pimientilla, chichica, cortadera. En relación a los pastos se da el llano, la indiana, faragua y pastos mejorados como la ratana, estrella africana.

## Fauna
Existen en el área el venado coliblanco, saíno, conejo pintado y colorado, gato solo, meleto, zorra, oso hormiguero, jujuná, mono tití, perezoso, mono ahullador, armadillo, ardilla, iguana, lagarto, culebras (víboras, coral, equis, boa, bejuquilla). También abundan los reptiles, batraicos, insectos y un sin números de mariposas.

## Población
Según el censo de 2000 la población total ascendía a 9534. No obstante, el censo de 2010 registró una población de 10 203 personas. Esta población está distribuida en 5418 hombres y 4785 mujeres.